# Cantone di Quimperlé
Il Cantone di Quimperlé è una divisione amministrativa dell'arrondissement di Quimper.
A seguito della riforma approvata con decreto del 13 febbraio 2014, che ha avuto attuazione dopo le elezioni dipartimentali del 2015, è passato da 5 a 11 comuni.

## Composizione
I 5 comuni facenti parte prima della riforma del 2014 erano:
- Baye
- Clohars-Carnoët
- Mellac
- Quimperlé
- Tréméven

Dal 2015 i comuni appartenenti al cantone sono i seguenti 11:
- Arzano
- Baye
- Clohars-Carnoët
- Guilligomarc'h
- Locunolé
- Mellac
- Querrien
- Quimperlé
- Rédené
- Saint-Thurien
- Tréméven